# E-procurement
E-Procurement is het elektronisch laten verlopen van de processen en transacties in verband met aankoopopdrachten. Dit leidt tot een grotere doeltreffendheid en hogere efficiëntie van de aankoopprocedures, administratieve vereenvoudiging, en een grotere transparantie bij overheidsopdrachten.
E-Procurement is geschikt voor overheden en grote bedrijven. Door middel van een nauwkeurige leveranciersselectie en het afsluiten van inkoopcontracten met deze leveranciers vervallen de inkopende taken van de inkoopmedewerker.

## Onderdelen
E-Procurement bestaat uit drie delen die uiteindelijk op elkaar aansluiten. 
CatalogusVoor medewerkers van het bedrijf of de overheidsinstelling is het belangrijk een 'catalogus' te hebben daarin een overzicht van alle lopende overeenkomsten en raamovereenkomsten. Door de ruime keus aan diensten en producten in de catalogus bestaat de kans dat voor het specifiek gewenste product of dienst reeds een overeenkomst bestaat.
Opdrachten raadplegenBedrijven die willen deelnemen aan de aankoopopdrachten kunnen aankondigingen voor lopende offertevragen en opdrachten inzien.
Elektronisch aanbestedenVia het elektronisch systeem kunnen offertes ingediend worden, en kan deelgenomen worden aan aanbestedingen. Daarna zullen de informatie en offertes elektronisch verzameld worden en vervolgens zullen deze mogelijk verwerkt worden.

## Belgische overheid
Anno 2022 aanvaarden alle federale instellingen, inclusief Defensie, het elektronisch indienen van offertes. Ook de verschillende gewesten maken gebruik van dit systeem. 
Er zijn vijf subonderdelen: e-Notification (publicatie en consultatie overheidsopdrachten), e-Tendering (elektronische indiening offertes/aanvragen), e-Catalogue (beheer van catalogussen, en automatische bestellingen), e-Awarding (evaluatie en toekenning offertes/aanvragen tot deelneming, en e-Auction (organisatie omgekeerde veilingen).